# Hukovice (zámek, okres Nový Jičín)
Bývalý zámek Hukovice stojí ve středu vesnice Hukovice, části obce Bartošovice, v okrese Nový Jičín. Po necitlivé přestavbě již zámeckou budovu nepřipomíná.

## Historie
První písemná zmínka o vsi pochází z roku 1411, kdy je v souvislosti s Hukovicemi zmiňován Lacek z Kravař. V této době tvořila ves součást štramberského panství. Okolo roku 1433 jsou jako majitelé uváděni Bedřich z Polouvsí a jeho manželka Markéta z Těšic a k roku 1447 Kateřina z Hukovic s manželem Alešem z Riesenburka. Je tedy pravděpodobné, že někdy v této době došlo k výstavbě tvrze, která zámku předcházela. Kolem roku 1460 pak došlo k oddělení Hukovic od štramberského panství.
Na počátku 16. století přešla ves do majetku Ochabců a v roce 1516 ji získal Zikmund Sedlnický z Choltic. K roku 1551 se pak v pramenech poprvé uvádí zdejší tvrz se dvorem. Po roce 1608 zboží připadlo Maxmiliánu z Dietrichštejna, který jej obratem prodal Jiřímu Bergovi z Bergu. Po jeho smrti v roce 1618 je zde uváděn jeho zeť Jan Kryštof Orlík z Lažiska a v roce 1651 ves zakoupil Jan Niklas Reiter z Hornberka, od něhož jej roku 1670 získal jeho synovec Jan Bedřich Reiter.
V roce 1697 Hukovice odkoupil Jan Arnošt z Tetzlern a v následujících letech nechal přestavět tvrz na barokní zámek. V roce 1789 jej jako odúmrť získalo olomoucké biskupství, od nějž jej v roce 1792 odkoupil majitel fulneckého panství Karel Čejka z Badenfeldu. Po bitvě u Slavkova sloužil zámek jako lazaret. V roce 1806 Hukovice zdědil jeho syn Karel Josef, v jehož majetku zůstal do roku 1860. Za Čejků proběhly další úpravy zámku. Sňatkem jeho dcery Leonie přechází v roce 1863 statek na Skrbenské z Hříště. Dne 12. ledna 1863 se zde narodil poslední šlechtický arcibiskup, budoucí pražský arcibiskup, Jan Evangelista Lev Skrbenský z Hříště, který později nechal v Hukovicích obnovit samostatnou katolickou faru. V roce 1877 statek odkoupil Josef Heissig.
Po první světové válce zakoupila zámek rodina Nováčkova, která jej nechala opravit a zmodernizovat. Po druhé světové válce jim byl však zestátněn a spravoval jej zemědělský statek, který ovšem na opravy nedbal a zámek tak postupně chátral. Později prošel další přestavbou a v zámku vznikly bytové jednotky. V 90. letech 20. století jej získali zpět původní majitelé. Objekt dvora je využíván k hospodářským účelům, v zámku zůstaly byty.